# Lluís Gallart i Garcia
Lluís Gallart i Garcia (Calella, 22 de setembre de 1922 - Barcelona, 17 de novembre de 1985) va ser un pintor català, especialista en  pintura figurativa, més concretament el nu al carbó. La seva estètica és marcadament clàssica, amb algunes incursions de caràcter realista.
Bona part de la seva obra es conserva al Museu-Arxiu de Calella, que al primer pis disposa d'una pinacoteca amb unes dues-centes cinquanta obres seves, inaugurada el 1991 i on s'exposen olis i dibuixos figuratius de forma rotativa.
Va realitzar nombroses exposicions amb bon resultat de la crítica, i hi ha obres seves dispersades per diverses ciutats europees, sobretot a Suïssa, a museus i col·leccions privades. Com a retratista, va retratar personatges com ara Enric Borràs, Pau Casals o Picasso.
A Calella hi ha una plaça que porta el seu nom, situada al rierany dels Frares. La plaça té una pèrgola i una pista de bàsquet i sovint s'hi fan actes públics.